# Andrzej Strzelecki
Andrzej Tadeusz Strzelecki (sinh ngày 4 tháng 2 năm 1952 - mất ngày 17 tháng 7 năm 2020), là một diễn viên, nhà văn châm biếm, đạo diễn sân khấu, nhà biên kịch và hiệu trưởng Học viện nghệ thuật sân khấu quốc gia Aleksander Zelwerowicz ở Warsaw trong các năm 2008–2016.
Andrzej Strzelecki tốt nghiệp khoa diễn xuất tại Học viện nghệ thuật sân khấu quốc gia Aleksander Zelwerowicz ở Warsaw vào năm 1974 và tốt nghiệp chuyên ngành đạo diễn vào năm 1978. Ông đã biểu diễn trên sâu khấu tại Nhà hát Rozmaitości (1974–1981) và Nhà hát Rampa (1987–1997) ở Warsaw. Với tư cách là một phát thanh viên, ông đã dẫn nhiều chương trình cho đài Telewizja Polska. Andrzej Strzelecki nhiều lần được trao thưởng cho các vai diễn điện ảnh, sân khấu và công tác đạo diễn. Ông cũng góp mặt trong nhiều phim truyền hình. Andrzej Strzelecki vinh dự nhận danh hiệu Giáo sư Nghệ thuật Sân khấu vào năm 2004. Ông qua đời vì căn bệnh ung thư phổi và ung thư phế quản.

## Thành tích nghệ thuật
- 1967: Kiedy miłość była zbrodnią
- 1976: Excuse Me, Is It Here They Beat Up People? trong vai Người dẫn chương trình
- 1999–2020: Klan (sê-ri phim truyền hình) trong vai Tadeusz Koziełło
- 2001: In Desert and Wilderness trong vai Georg Rawlison
- 2008: Rozmowy nocą
- 2011: Battle of Warsaw 1920 trong vai Wincenty Witos
- 2017: Barwy szczęścia trong vai Czarnoleski
- 2019: Pół wieku poezji później trong vai Wloscibyt, Trưởng làng[7]